# محمد نبيه السيد
محمد نبيه السيد، عسكري مصري يحمل رتبة لواء، كان رئيس عمليات الجيش الثالث الميداني، خلال حرب أكتوبر 1973.شغل اللواء أركان حرب محمد نبيه أحمد السيد إبراهيم العديد من المناصب العسكرية حيث تولى قيادة الصاعقة المصرية و  قيادة المنطقة العسكرية الشمالية ثم عين مساعد لوزير الدفاع ورئيس هيئة تدريب القوات المسلحة المصرية. يعد اللواء اح محمد نبيه السيد من قادة المشهود لهم بالكفاءة.